# Double Trouble Live
Albums de Molly Hatchet
The Deed Is Done
(1984) Lightning Strikes Twice
(1989)
Double Trouble Live est le premier album enregistré en public du groupe de rock sudiste américain, Molly Hatchet. Il est sorti en novembre 1985 sur le label Epic Records et a été produit par Pat Armstrong et Andy deGanahl. Il parut sous forme de double album vinyle.

## Historique
Cet album fut enregistré lors de la tournée de promotion de l'album The Deed Is Done lors de deux concerts, le 25 janvier au Memorial Coliseum de Jacksonville en Floride et le 16 février à la Reunion Arena de Dallas au Texas.
À l'occasion de cet album, le groupe présente deux titres inédits, Walk on the Side of the Angels et Walk With You. Free Bird et une reprise de Lynyrd Skynyrd qui ne figure sur aucun album du groupe mais que Danny Joe Brown jouait en concert avec son groupe The Danny Joe Brown Group. Edge of Sundown est une chanson qui figure sur l'album Danny Joe Brown and the Danny Joe Brown Band. Dreams I'll Never See est une reprise du Allman Brothers Band qui figurait sur le premier album du groupe.
Cet album se classa à la 130e place du Billboard 200 aux États-Unis et est l'unique album du groupe à se classer dans les   
charts britanniques, une 94e place le 25 janvier 1986.

## Liste des titres

### Disque 1
Face 1
| No | Titre                  | Auteur                                                   | Durée |
| -- | ---------------------- | -------------------------------------------------------- | ----- |
| 1. | Whiskey Man            | Danny Joe Brown, Bruce Crump, Dave Hlubek, Steve Holland | 3:36  |
| 2. | Bounty Hunter          | Brown, Hlubek, Duane Roland                              | 2:57  |
| 3. | Gator Country          | Hlubek, Holland, Banner Thomas                           | 7:03  |
| 4. | Flirtin' With Disaster | Brown, Hlubek, Thomas                                    | 5:11  |

Face 2
| No | Titre               | Auteur                                         | Durée |
| -- | ------------------- | ---------------------------------------------- | ----- |
| 5. | Stone in Your Heart | Deluca, Brooks, Tipton                         | 4:13  |
| 6. | Satisfied Man       | Deluca, Tom Jans                               | 4:38  |
| 7. | Bloody Reunion      | Hlubek, Thomas, Jimmy Farrar, Roland           | 3:57  |
| 8. | Boogie No More      | Brown, Crump, Holland, Hlubek, Roland, Thomas, | 7:19  |

### Disque 2
Face 3
| No  | Titre                                 | Auteur                         | Durée |
| --- | ------------------------------------- | ------------------------------ | ----- |
| 9.  | Free Bird (reprise de Lynyrd Skynyrd) | Ronnie Van Zant, Allen Collins | 11:00 |
| 10. | Walk on the Side of the Angels        | Marc Blatte, Larry Gottlieb    | 4:00  |
| 11. | Walk With You                         | John Hall                      | 4:31  |

Face 4
| No  | Titre                                                       | Auteur                         | Durée |
| --- | ----------------------------------------------------------- | ------------------------------ | ----- |
| 12. | Dreams I'll Never See (reprise de The Allman Brothers Band) | Gregg Allman                   | 6:48  |
| 13. | Edge of Sundown (reprise du Danny Joe Brown Band)           | Brown, David Bush, Kenny McVay | 4:16  |
| 14. | Fall of the Peacemakers                                     | Hlubek                         | 6:58  |
| 15. | Beatin' the Odds                                            | Hlubek, Roland, Thomas         | 3:18  |

## Musiciens
Molly Hatchet
- Danny Joe Brown: chant
- Dave Hlubek: guitare solo, rythmique et slide, chœurs
- Duane Roland: guitare solo et rythmique
- Bruce Crump: batterie, percussions
- Riff West: basse, chœurs
- John Galvin: claviers, synthétiseurs, chœurs

Musiciens additionnels
- Dru Lombard: guitare sur Walk on the Side of the Angels
- Keith Holmes: saxophone sur Walk With You

## Charts
| Pays        | Durée du classement | Meilleur classement | Date             |
| ----------- | ------------------- | ------------------- | ---------------- |
| États-Unis  | 9 semaines          | 130e                | 28 décembre 1985 |
| Royaume-Uni | 1 semaine           | 94e                 | 25 janvier 1986  |